# AKB48 NY公演
AKB48 NY公演是日本女子偶像組合AKB48在2009年9月27日在美國紐約的WEBSTER HALL舉行的演唱會，亦是AKB48第一個海外演唱會。

## 概要
- 在「神公演予定」演唱會中披露將會在7月及10月在法國巴黎舉行的「日本博覽會 2009」（Japan Expo 2009）及康城舉行的「Mipcom（英语：Mipcom） 2009」演出。[4][5][6][7]。
- 而其後亦披露將會以特別嘉賓在美國紐約舉行的「New York Anime Festival（日语：New York Comic Con） 2009」演出，而同時亦會在當地的Webster Hall舉行初次海外演唱會[8]。
- 而演唱會的內容亦會在2009年10月9日的AKB48神TV第3季[9]及2009年11月15日於Sky PerfecTV!播出[10]。

## 參加成員
團隊所屬以演出時為準
- AKB48
  - Team A
    - 板野友美、北原里英、小嶋陽菜、佐藤亞美菜、高城亞樹、高橋南（高橋みなみ)、藤江麗奈（藤江れいな)、前田敦子、峯岸南（峯岸みなみ)、宮崎美穗

  - Team K
    - 秋元才加、小野惠令奈、大島優子、宮澤佐江

  - Team研究生
    - 岩佐美咲、佐藤堇（佐藤すみれ)[2][3][11][12]

## 曲目
- 所有時間為美国东部时间。
- 舉行日期：2009年9月27日
- 舉行時間：入場時間16:00、出演時間17:00[1]

1. overture
2. 想見你（会いたかった）
3. Baby! Baby! Baby!
4. 驚喜之淚！（涙サプライズ!）
5. 沙灘的櫻桃（渚のCHERRY）
6. Bye Bye Bye
7. 雨中動物園（雨の動物園）
8. 嘆息的人偶（嘆きのフィギュア）
9. Blue rose
10. 我的太陽（僕の太陽）
11. BINGO!（英語版本）
12. 大聲鑽石（大声ダイヤモンド）（英語版本）
13. 機尾雲（ひこうき雲）
14. 櫻花的花瓣們（桜の花びらたち）

安可曲
1. Maybe是藉口（言い訳Maybe）
2. 10年櫻（10年桜）
3. 大聲鑽石（英語版本）

2次安可曲
1. 機尾雲[12][13]

## DVD
演唱會的DVD由AKS以DVD MAGAZINE的形式於2010年1月20日發售，內容包括AKB48在2009年9月27日在美國紐約的演唱會、觀光內容及特典。此外，亦收錄了AKB48在2009年10月5日至6日在法國康城的演出、觀光內容及幕後花絮。